# Raphia personata
Raphia personata là một loài bướm đêm trong họ Noctuidae.